# Юта фон Диц-Вайлнау
Юта фон Диц-Вайлнау (на немски: Jutta von Diez-Weilnau, Jutta von Weilnau; Guta von Weilnau; † 2 юли 1319) е графиня от Диц-Вайлнау и чрез женитби графиня на графство Кастел и на Еберщайн.

## Произход
Тя е дъщеря на граф Хайнрих IV фон Диц-Вайлнау († сл. 1281) и съпругата му Луитгарт фон Тримберг († 1216/1297), дъщеря на Албрехт фон Тримберг († 1261) и Луитгард Фон Бюдинген († сл. 1257).

## Фамилия
Първи брак: ок. 1293 г. с Бертхолд I фон Кастел († 1300), син на граф Хайнрих II фон Кастел († сл. 1307) и втората му съпруга Аделхайд фон Цолерн-Нюрнберг († 1307). Те нямат деца.
Втори брак: пр. 1317 г. с граф Попо II фон Еберщайн (* ок. 1295; † 1329). Тя е втората му съпруга. Те имат три дъщери:
- Елизабет фон Еберщайн (* пр. 1319; † 1381), омъжена пр. 3 ноември 1319 г. за Готфрид фон Хоенлое-Мьокмюл (1294 – 1339), син на граф Крафт I фон Хоенлое-Вайкерсхайм († 1313) и Агнес фон Вюртемберг († 1305)
- Кунигунда фон Еберщайн (* пр. 1330; † сл. 1354)
- Юта „Гута“ фон Еберщайн (* пр. 1319; † пр. 1330), омъжена за Виганг фон Лутере

Попо II (Бопо II) фон Еберщайн се жени втори път сл. 2 юли 1319 г. за Хедвиг (Мехтилд) фон Цигенхайн († сл. 1355).

## Галерия
- Герб на графовете на Кастел (ок. 1340)
- Герб на графовете на Еберщайн